# 제2대 달라이 라마

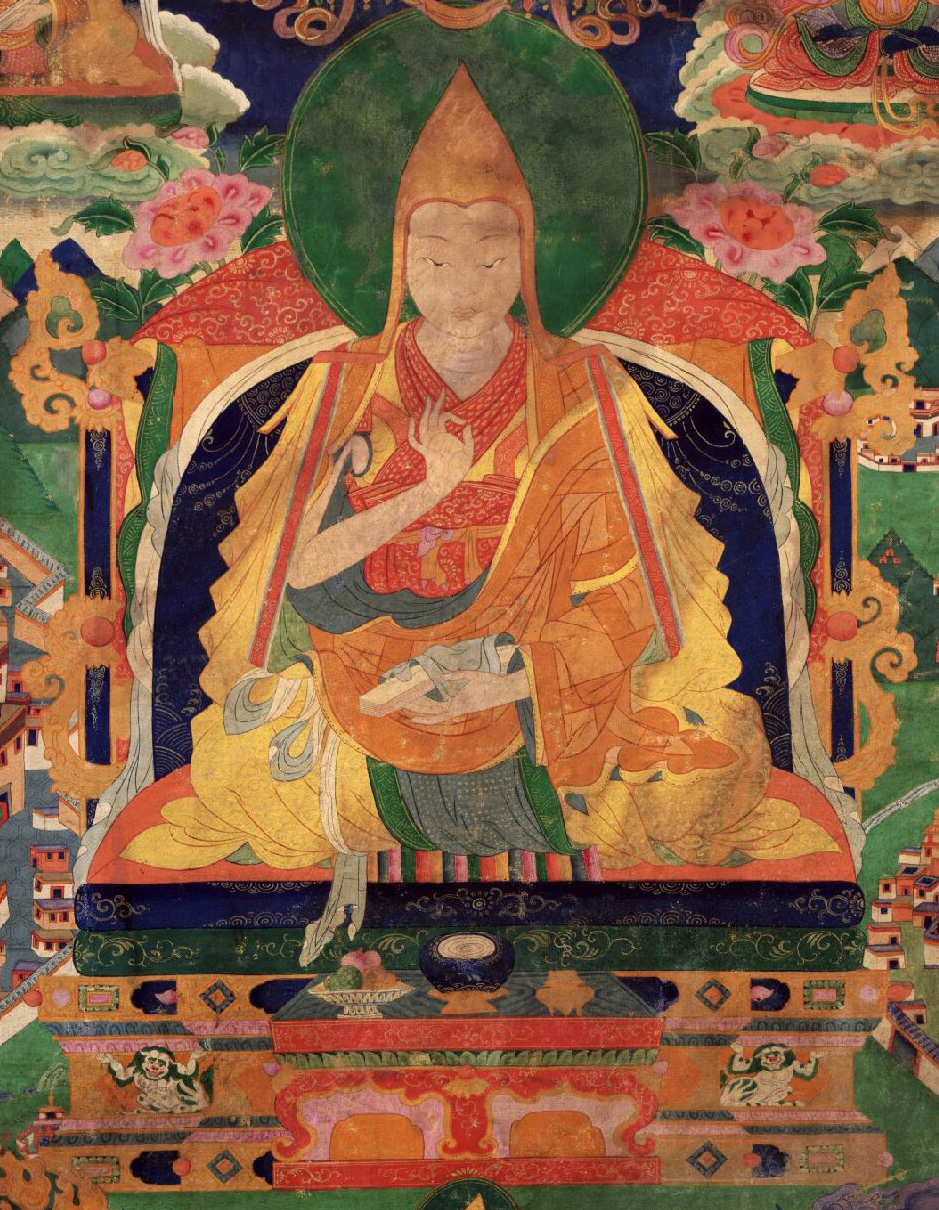
제 2대 달라이 라마

게뒨갸초, 혹은 게뒨갸초 팔장포(티베트어: དགེ་འདུན་རྒྱ་མཚོ།, 1475년 ~ 1542년)는 제2대 달라이 라마로, 1475년에 태어나, 1492년에 제2대 달라이 라마의 자리에 올랐고, 1542년에 세상을 떠났다. 게뒨갸초는 생전에 '달라이 라마'라는 칭호로 불린 적이 없었고, 나중에 제3대 달라이 라마에 의해 제2대 달라이 라마로 추존되었다.

## 생애
게뒨갸초는 시가체 지역에서 태어났다. 그의 아버지는 불교 수행자였으며, 명상자 아내와 결혼하여 그를 낳았다. 그들은 농사를 짓고 살았으며, 얼마 지나지 않아 게뒨갸초가 초대 달라이 라마의 환생자로 지목되며 게뒨 갸초와 가족들은 헤어지게 되었다.
전설에 의하면, 게뒨갸초는 그가 입을 떼자마자 그의 이름은 '페마 도르제'라고 말했다고 한다. 페마 도르제는 1대 달라이 라마의 본명으로, 이는 게뒨갸초가 1대 달라이 라마의 환생임을 보여주는 증거라고 한다. 4살이 되자, 그는 타쉬룬포 사원에서 그의 승려들과 함께 살고싶다고 말했다. 참고로 타쉬룬포 사원은 1대 달라이 라마가 직접 세운 사원이었다.
그는 4살이 되자 달라이 라마의 환생자로 지목되었으며, 어린 소년의 몸으로 티베트 불교의 최고위 사제직에 오를 준비를 하게 되었다.
1486년에 승려 자격을 부여받았으며, 11살에 드디어 환생한 달라이 라마의 자격으로 타쉬룬포 사원에 있던 왕좌에 올랐다. 그는 대관식을 치르며 그의 이름과 정당성, 살아있는 부처의 화신으로서의 자격을 부여받았다.
16~17세까지 타쉬룬포 사원에서 살았으나, 이후 라싸로 가서 고문서와 서적들을 연구했다. 이 때 고위 승려들이 새로운 달라이 라마를 만나러 오자, 게뒨갸초는 당황하지 않고 오히려 그가 그들을 오랫동안 기다리고 있었다고 말했다고 한다.
그는 유명한 학자이자 시인이었으며, 겔룩파의 사상을 전파하기 위해 티베트 곳곳을 돌아다녔다. 또한 그는 드레풍 사원의 주지가 되었으며, 겔룩파의 사상을 체계적이고 정교하게 정리하였다. 1대 달라이 라마는 신성한 연못의 정령으로부터 그녀가 달라이 라마와 그의 후계자들을 지켜준다는 환상을 보게 되었고, 이후 그의 뒤를 이을 달라이 라마를 찾기 위해 티베트의 승려들은 이 연못으로 가서 도움을 구한다고 한다. 게뒨 갸초는 이 연못의 신성함을 최초로 깨달은 자라고 불리기도 한다.
게뒨 갸초는 1512년에 36살의 나이로 타쉬룬포 사원의 주지가 되었으며, 1517년에 드레풍 사원의 주지의 자리에 올라 티베트 최대 종교 행사 중 하나였던 대제전을 주재했다.
게뒨 갸초는 1542년에 67세의 나이로 명상 하던 도중 세상을 고요히 떠났다. 그의 유해는 현재 드레풍 사원에 모셔져 있다.
| 전 임 게뒨줍빠 | 제2대 달라이 라마 1492년 ~ 1541년 | 후 임 쇠남갸초 |